# Poischwitz
Poischwitz ist ein Dorf im Landkreis Leipzig in Sachsen. Politisch gehört der Ort seit 2011 zu Grimma. Er liegt zwischen Draschwitz und Nauberg.
Urkundlich wurde Poischwitz 1421 das erste Mal als „Poschewicz“ genannt. Weitere Nennungen waren:
- um 1500: Poseuuitz
- 1523: Poschwitz
- 1548: Boschwitz
- 1748: Poischwitz
- 1856: Paschwitz

Am 1. April 1937 wurde Poischwitz nach Zschoppach eingemeindet. Zum 1. März 1994 schlossen sich die damals selbstständigen Gemeinden Böhlen, Dürrweitzschen, Leipnitz, Ragewitz und Zschoppach zur Gemeinde Thümmlitzwalde zusammen. Diese wiederum wurde am 1. Januar 2011 nach Grimma eingemeindet, womit Poischwitz seither ein Gemeindeteil von Letzterem ist.

## Entwicklung der Einwohnerzahl
| Jahr    | Einwohnerzahl                                    |
| ------- | ------------------------------------------------ |
| 1548/51 | 5 besessene Mann, 1 Häusler, 2 Inwohner, 9 Hufen |
| 1764    | 5 besessene Mann, 1 Häusler, 2 3⁄4 Hufen         |
| 1834    | 50                                               |

| Jahr | Einwohnerzahl |
| ---- | ------------- |
| 1871 | 60            |
| 1890 | 44            |
| 1910 | 44            |

| Jahr | Einwohnerzahl |
| ---- | ------------- |
| 1925 | 43            |